# Will Rhymes
William Daniel Rhymes (né le 1er avril 1983 à Houston, Texas, États-Unis) est un joueur de deuxième but des Ligues majeures de baseball sous contrat chez les Nationals de Washington.

## Carrière

### Tigers de Détroit
Après des études secondaires à la Lamar High School de Houston (Texas), Will Rhymes suit des études supérieures au Collège de William et Mary de 2002 à 2005. Diplôme en biologie, il mène la Colonial Athletic Association en matière de moyenne au bâton avec 0,413.
Il est drafté le 7 juin 2005 par les Tigers de Detroit au 27e tour de sélection. Il signe son premier contrat professionnel le 11 juin 2005.
Il passe cinq saisons en Ligues mineures avec les Oneonta Tigers (A-, 2005), les West Michigan Whitecaps (A, 2006), les Lakeland Flying Tigers (A+, 2007), les Erie SeaWolves (AA, 2007-2008) et les Toledo Mud Hens (AAA, 2008-2010) avant d'apparaître pour la première fois en Ligue majeure le 25 juillet 2010 avec les Tigers, face aux Blue Jays de Toronto. C'est le 27 juillet, contre Tampa Bay, qu'il réussit son premier coup sûr dans les grandes ligues, un simple obtenu du lanceur James Shields. Il frappe son premier coup de circuit au plus haut niveau le 20 septembre 2010 sur un lancer de Zack Greinke des Royals de Kansas City.

### Rays de Tampa Bay
En janvier 2012, il signe un contrat des ligues mineures avec les Rays de Tampa Bay. Il frappe pour ,228 avec un circuit et 8 points produits en 47 matchs pour les Rays en 2012.

### Nationals de Washington
Il rejoint les Nationals de Washington en novembre 2012 mais passe la saison suivante dans les ligues mineures chez les Chiefs de Syracuse, club-école de la franchise. Il se voit accorder un nouveau contrat des ligues mineures par les Nationals en décembre 2013.

## Statistiques
| Saison | Équipe  | G  | AB  | R  | H  | 2B | 3B | HR | RBI | SB | BA    |
| ------ | ------- | -- | --- | -- | -- | -- | -- | -- | --- | -- | ----- |
| 2010   | Détroit | 54 | 191 | 30 | 58 | 12 | 3  | 1  | 19  | 0  | 0,304 |
| Totaux | Totaux  | 54 | 191 | 30 | 58 | 12 | 3  | 1  | 19  | 0  | 0,304 |

Note : G = Matches joués ; AB = Passages au bâton; R = Points ; H = Coups sûrs ; 2B = Doubles ; 3B = Triples ; 
HR = Coup de circuit ; RBI = Points produits ; SB = Buts volés ; BA = Moyenne au bâton.